# Stadtbus Frauenfeld

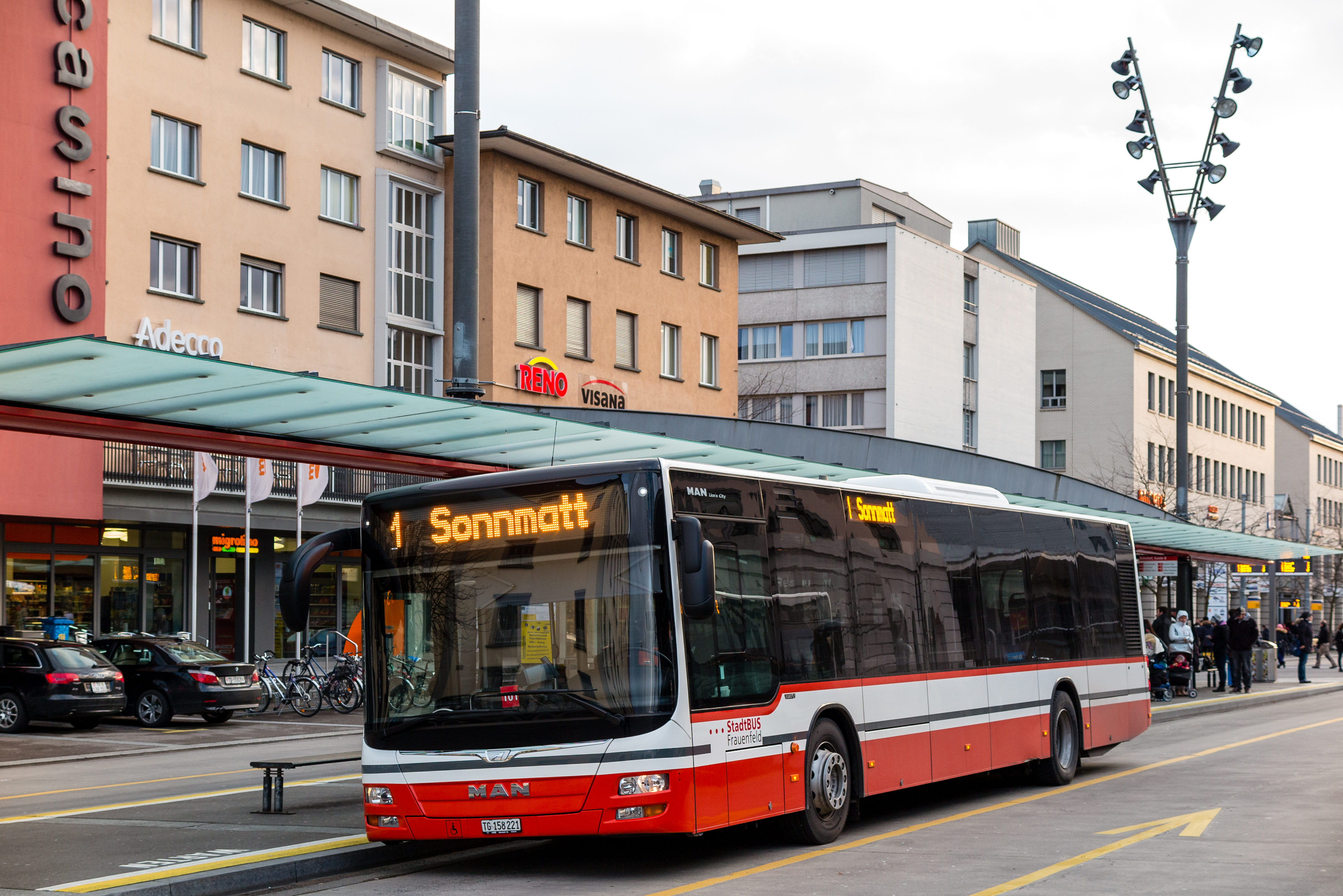
Stadtbus am Bahnhof Frauenfeld

Der Stadtbus Frauenfeld ist ein Verkehrsunternehmen im Schweizer Kanton Thurgau. Das Unternehmen bedient die Gemeinde Frauenfeld und die Nachbargemeinde Gachnang. Alle 10 Linien sind in den Tarifverbund Ostwind integriert. Laut Eigenangaben befördert die Gesellschaft jährlich 2,5 Millionen Passagiere.
Die Stadt Frauenfeld ist Inhaberin der eidgenössischen Konzession und vergibt den Transportauftrag für den Stadtbus Frauenfeld mittels einer Ausschreibung jeweils für zehn Jahre.
Den Zuschlag für den Transportauftrag von 2011 bis 2021 erhielt die PostAuto Schweiz AG, Betriebsstelle Frauenfeld. Seit Dezember 2023 übernimmt Bus Ostschweiz den Betrieb des Stadtbusses Frauenfeld.

## Linien
| Linie | Strecke                                                         | Haltestellen | Taktfolge | Art              | Bemerkungen                                                                                            |
| ----- | --------------------------------------------------------------- | ------------ | --- | ---------------- | --- |
| 801   | Sonnmatt – Bühl/Obholz                                          | 26           | 15 Minuten | Durchmesserlinie | Montag – Freitag bis 20 Uhr, Samstag bis 18:30 Uhr                                                     |
| 802   | (Egelsee) – Sandbüel – Flurhof                                  | 19           | 15 Minuten Busse nach Egelsee 1 h–2 h                                                                            | Durchmesserlinie | Montag – Freitag bis 20 Uhr, Samstag bis 18:30 Uhr                                                     |
| 803   | Oberwiesen – Plättli Zoo                                        | 19           | Montag – Freitag: 15 Minuten Oberwiesen Samstag: 30 Minuten                                                      | Durchmesserlinie | Montag – Freitag bis 20 Uhr, Samstag bis 18:30 Uhr                                                     |
| 804   | Bahnhof Frauenfeld – Huben                                      | 14           | 30 Minuten | Radiallinie      | Montag – Freitag bis 20 Uhr, Samstag bis 18:30 Uhr                                                     |
| 805   | Walzmühle – (Langfeldkreisel) – Im Alexander                    | 16           | Montag – Freitag: 30 Minuten nach Im Alexander und Walzmühle 15 Minuten nach Langfeldkreisel Samstag: 30 Minuten | Radiallinie      | Montag – Freitag bis 20 Uhr Samstag bis 18:30 Bemerkung: Samstags fahren Busse nur bis Langfeldkreisel |
| 811   | Bahnhof Frauenfeld – Kantonsspital Frauenfeld                   | 8            | 30 Minuten | Radiallinie      | Montag – Freitag nach 20 Uhr, Samstag nach 18:30 Uhr, Sonntag                                          |
| 812   | Bahnhof Frauenfeld – Sandbüel                                   | 14           | 30 Minuten | Radiallinie      | Montag – Freitag nach 20 Uhr, Samstag nach 18:30 Uhr, Sonntag                                          |
| 813   | Bahnhof Frauenfeld – Flurhof – Plättli Zoo – Bahnhof Frauenfeld | 15           | 30 Minuten | Rundkurs         | Montag – Freitag nach 20 Uhr, Samstag nach 18:30 Uhr, Sonntag                                          |
| 814   | Bahnhof Frauenfeld – Huben – Kantonsspital – Bahnhof Frauenfeld | 23           | 30 Minuten | Rundkurs         | Montag – Freitag nach 20 Uhr, Samstag nach 18:30 Uhr, Sonntag                                          |
| 815   | Bahnhof Frauenfeld – Oberwiesen – Sonnmatt – Bahnhof Frauenfeld | 21           | 30 Minuten | Rundkurs         | Montag – Freitag nach 20 Uhr, Samstag nach 18:30 Uhr, Sonntag                                          |

(Stand: ab Dezember 2023)
Zusätzlich wird am Bahnhof Frauenfeld ein Nachttaxi angeboten.